# Epelis fuliginaria
Epelis fuliginaria är en fjärilsart som beskrevs av Franz Dannehl 1928. Epelis fuliginaria ingår i släktet Epelis och familjen mätare. Inga underarter finns listade i Catalogue of Life.